# Yocasta (satélite)
Yocasta (en griego antiguo Ἰοκάστη Iokaste), o Júpiter XXIV, es un satélite irregular retrógrado de Júpiter. Fue descubierto por un equipo de astrónomos de la Universidad de Hawái liderado por Scott S. Sheppard en 2000, quienes le dieron la designación provisional de S/2000 J 3.
Yocasta orbita a Júpiter a una distancia media de 20,723 millones de km en 609,427 días, en una inclinación orbital de 147° respecto a la eclíptica del planeta, con una excentricidad de 0,2874.
En octubre de 2002 se le asignó el nombre definitivo de Yocasta, en referencia a la madre y esposa de Edipo en la mitología griega.
Yocasta pertenece al grupo de Ananké: se cree que son los restos de la ruptura de un asteroide capturado.
El satélite tiene alrededor de 5 kilómetros de diámetro
y aparece con índice de color gris (B-V = 0,63, R-V = 0,36), similar a los asteroides de tipo C.

## Mitología
Era la Madre y esposa de Edipo, esposa de Layo, hermana de Hipomene y Creonte, madre de Antigona, Ismena, Eteocles y Polinices e hija de Meneceo.